# Región Ahafo
La Región de Ahafo es una región de Ghana con Goaso como su capital. La región se separó del sureste de la Región de Brong-Ahafo y fue en cumplimiento de una promesa de campaña hecha por el Nuevo Partido Patriótico. Antes de las elecciones generales de Ghana de 2016, el entonces candidato Nana Akufo-Addo declaró que cuando fuera elegido, exploraría la posibilidad de crear nuevas regiones a partir de algunas de las regiones existentes en Ghana para acercar el gobierno a los ciudadanos.
La ejecución de los planes para la creación de las regiones fue encomendada al recién creado Ministerio de Reorganización y Desarrollo Regional, que está bajo la dirección de Dan Botwe, encargado de supervisar la creación de nuevas regiones en Ghana. En marzo de 2017, el ministerio envió el anteproyecto para la creación de la región junto con otros al Consejo de Estado. El consejo se reunió más de 36 veces desde el momento de la presentación hasta agosto de 2017. La etapa final para la creación de la región se decidió a través de un referéndum por las personas dentro de la zona de influencia de la nueva región el 27 de diciembre de 2018.

## Divisiones administrativas
Hay seis distritos administrativos dentro de la Región de Ahafo.
| Nombre        | Capital        | Tipo      | Consejero Delegado Local | Miembro del Parlamento  |
| ------------- | -------------- | --------- | ------------------------ | ----------------------- |
| Asunafo Norte | Goaso          | Municipal | Osei Yaw Boahen          | Evans Bobie Opoku       |
| Asunafo Sur   | Kukuom         | Ordinario | George Boakye            | Eric Opoku              |
| Asutifi Norte | Kenyasi        | Ordinario | Anthony Mensah           | Benhazin Joseph Dahah   |
| Asutifi Sur   | Hwidiem        | Ordinario | Robert Mensah Dwomoh     | Collins Dauda           |
| Tano Norte    | Duayaw Nkwanta | Municipal | Apraku Lartey            | Freda Prempeh           |
| Tano Sur      | Bechem         | Municipal | Collins Takyi Offinam    | Benjamin Yeboah Sekyere |

## Historia
Un referéndum el 27 de diciembre de 2018 aprobó la creación de la Región de Ahafo. De un total de 307 108 votos registrados, 277 663 participaron en el referéndum y 276 763 (99,68 %) votaron a favor de la creación de la nueva región. 675 (0,24 %) rechazaron la moción y 225 papeletas fueron anuladas, que representan el 0,08 % del total de votos emitidos. La región fue creada el 13 de febrero de 2019 por el Instrumento Constitucional 114. Goaso fue anunciada como la capital de la nueva región.

## Geografía y clima

### Ubicación y tamaño
La Región Ahafo limita al norte con la Región Bono, al este con la Región de Ashanti, al oeste con la Región de Bono, al sur con la Región Norte Occidental y se compone de 6 distritos.

### Clima y vegetación
La región de Ahafo es parte del cinturón forestal de Ghana y tiene una vegetación compuesta predominantemente de suelo fértil, pastizales, especialmente sabanas con grupos de árboles resistentes a la sequía como baobabs o acacias. Entre diciembre y abril es la estación seca. La temporada de lluvias es entre julio y noviembre, con una precipitación anual promedio de 750 a 1050 mm. Las temperaturas más altas se alcanzan al final de la estación seca, las más bajas en diciembre y enero. Sin embargo, el viento caliente de Harmattan procedente del Sahara sopla con frecuencia entre diciembre y principios de febrero. Las temperaturas pueden variar entre 14 °C durante la noche y 40 °C durante el día.